# كينيث ماكنزي (مؤلف)
كينيث ماكنزي (بالإنجليزية: Kenneth Mackenzie)‏ (25 سبتمبر 1913 في أستراليا - 19 يناير 1955، غولبرن في أستراليا)؛ شاعر، كاتب وروائي أسترالي.

## روابط خارجية
- كينيث ماكنزي على موقع إن إن دي بي (الإنجليزية)